# Réserve naturelle régionale de la tourbière des Charmes
La réserve naturelle régionale de la tourbière des Charmes  (RNR149) est une réserve naturelle régionale située dans le département des Vosges, dans la région Grand Est. Classée en 2008, elle occupe une surface de 68 hectares et protège un ensemble tourbeux remarquable. C'est une tourbière de montagne perchée à 880 m sur la crête nord-est de la commune de Rupt-sur-Moselle. La tourbe peut y atteindre 7 mètres d’épaisseur.

## Localisation
Le territoire de la réserve naturelle est dans le massif des Vosges, sur la commune de Rupt-sur-Moselle et démarre à une altitude d'environ 685 m. La tourbière se trouve sur la crête nord-est de la commune à 880 m. L’accès à la tourbière des Charmes peut se faire depuis le col de Xiard en quelques minutes en direction des cols de Broché et du Morbieux. Le col n'étant pas carrossable, il faut terminer à pied la dernière montée vers le col que ce soit du côté de Thiéfosse ou celui de Vecoux-Reherrey à partir des parkings aménagés. Un premier panneau informatif de l'organisme de gestion de la réserve est à dix minutes de marche du col de Xiard à hauteur de la croix Nicolas. L'autre accès se fait par le sud d'abord en voiture par un petit col (rue de la Charme) qui monte aux Pâtureaux en partant de Rupt-sur-Moselle en fond de vallée, puis à pied  en direction du chalet de la Vrille.

## Histoire du site et de la réserve

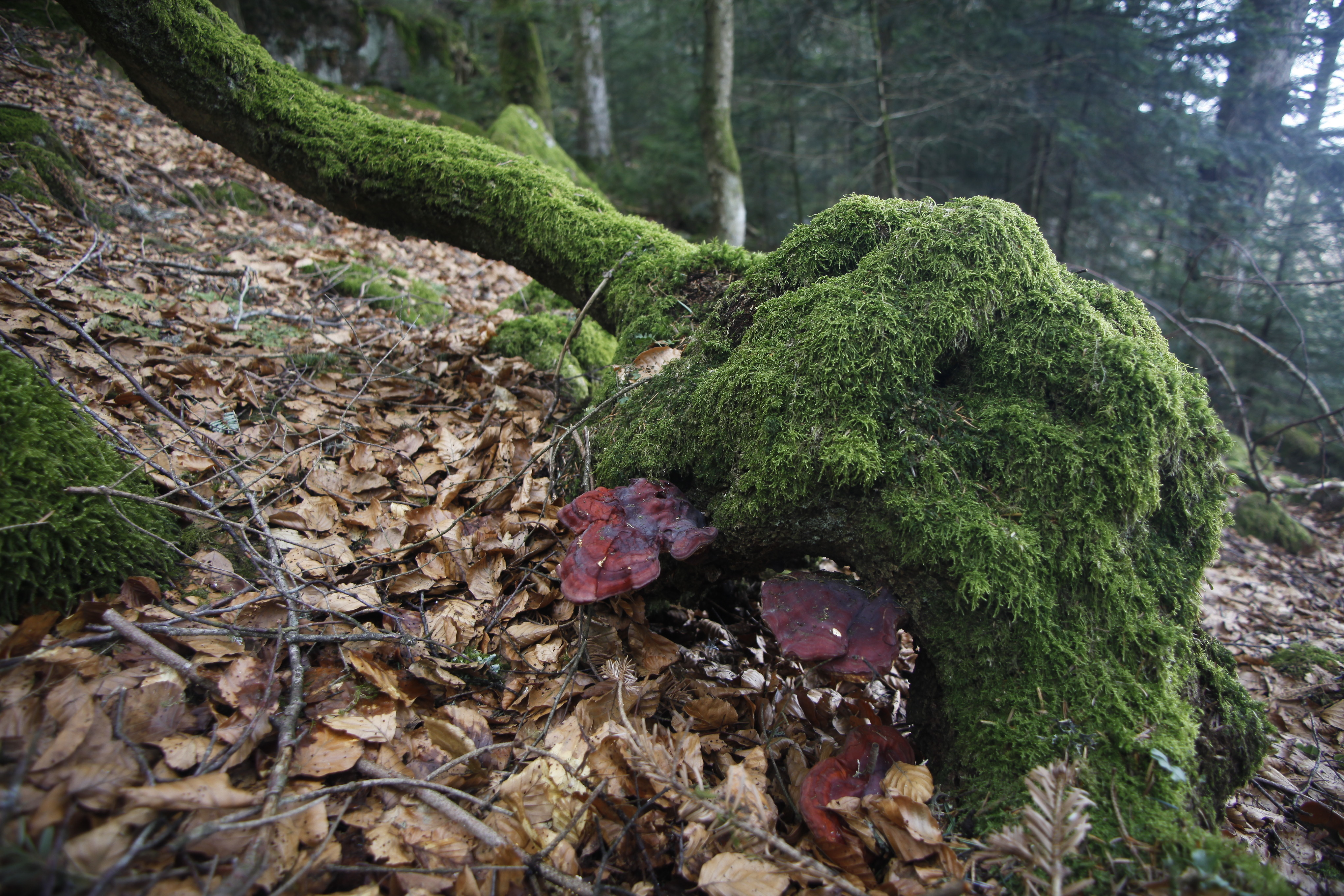
Souche et champignons

La tourbière a été exploitée pendant plus d'un siècle. Les fosses d'exploitation sont maintenant colonisées par les sphaignes. Les forêts des alentours ont subi des dégâts (bois mitraillés), ce qui a conduit à les laisser se développer sans intervention. 
La protection du site a été initiée dès la fin des années 1980 par des naturalistes locaux et la commune de Thiéfosse, tous conscients du caractère exceptionnel du site. Depuis 1990, le Conservatoire d'espaces naturels de Lorraine assure la gestion d'une partie du site sous maîtrise foncière (20 ha). La tourbière a dans une premier temps été agrée réserve naturelle volontaire par un arrêté du 29 mai 2000 , un reclassement en réserve naturelle régionale est ensuite intervenu en 2008 sur la partie privée du CEN Lorraine ainsi que sur les zones tourbeuses et forestières périphériques de la commune de Thiéfosse.

## Écologie (biodiversité, intérêt écopaysager…)
Le site est au cœur du massif montagneux de Longegoutte, basé sur un plateau sommital de granite avec des affleurements de grès. Il comprend un massif tourbeux de 40 ha d'origine glaciaire, le second en superficie pour les Hautes-Vosges. Il est entouré par un massif forestier formant une forêt d'altitude à la composition variée en essences et en âges : bouleaux, hêtres, vieux sapins et épicéas assez typiques à cette altitude.

### Flore
La flore compte des espèces des milieux acides : Andromède, Rossolis à feuilles rondes et intermédiaire, Linaigrette vaginée, Rhynchospore blanc, Scheuchzérie des marais, Orchis tacheté.
Concernant les bryophytes, on trouve sur le site 44 espèces de mousses dont 16 de sphaignes.
Les mycologues y ont trouvé de nombreuses espèces de champignons rares comme le Pseudombrophila petrakii qui pousse sur les fientes du grand tétras.

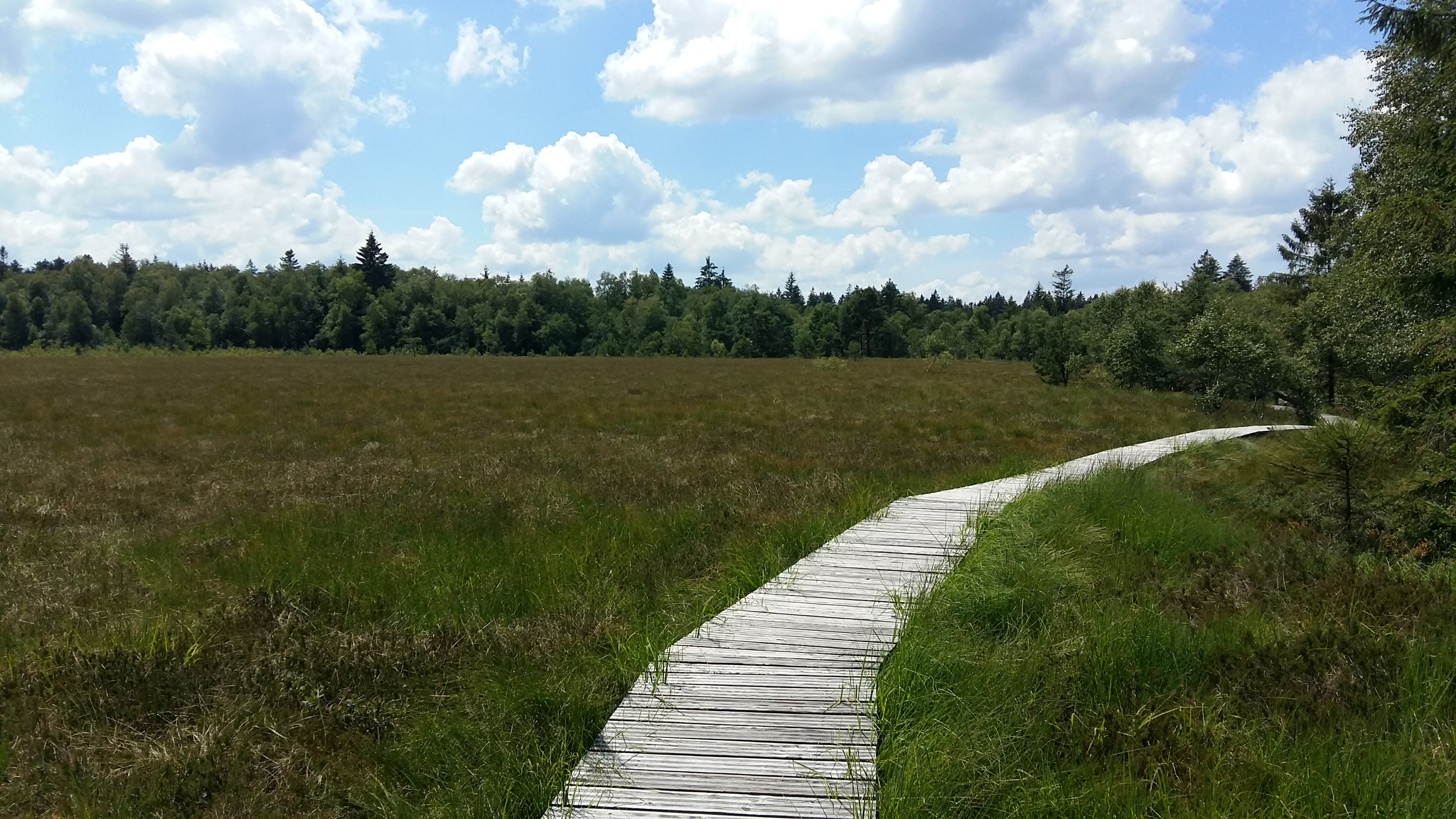
Passerelle en bois traversant une petite partie de la tourbière des Charmes du nord au sud.
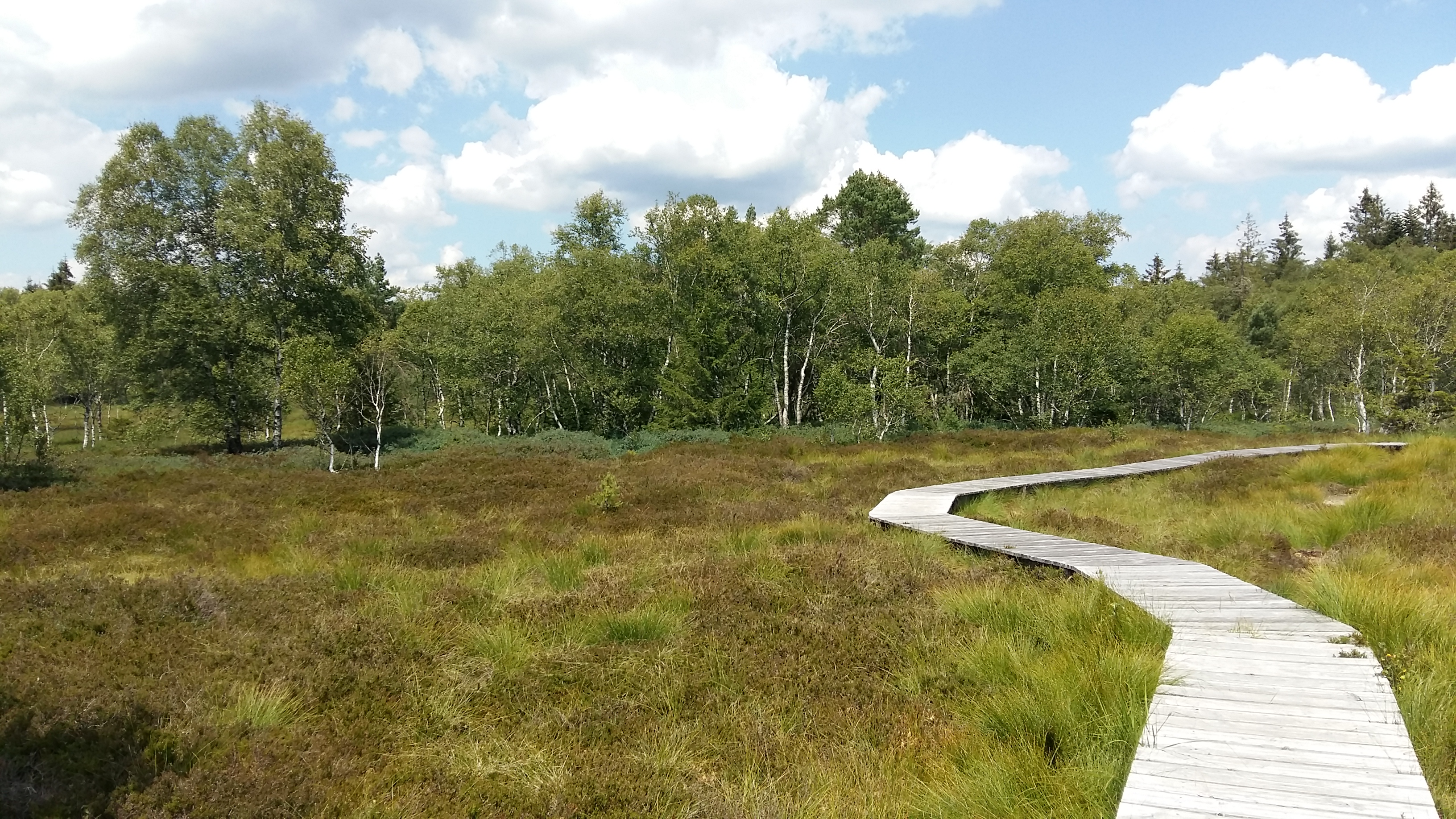
Forêt de bouleaux en bordure de la tourbière des Charmes.

### Faune
L'avifaune compte 28 espèces protégées dont 23 nicheuses. On y trouve le Pic noir, la Chouette de Tengmalm, la Chevêchette d'Europe, le Traquet motteux, le Casse-noix moucheté ou le Bec-croisé des sapins.
Cinq espèces de chauves-souris fréquentent le site.
Parmi les invertébrés, on trouve sur le site 15 espèces de libellules qui fréquentent les eaux froides et acides des mares tourbeuses comme l'Æschne subarctique, la Cordulie alpestre, l'Agrion hasté, le Sympétrum noir et la Leucorrhine douteuse. Les papillons comptent le Nacré de la canneberge, le Cuivré de la bistorte et l'Échiquier.

## Intérêt touristique et pédagogique

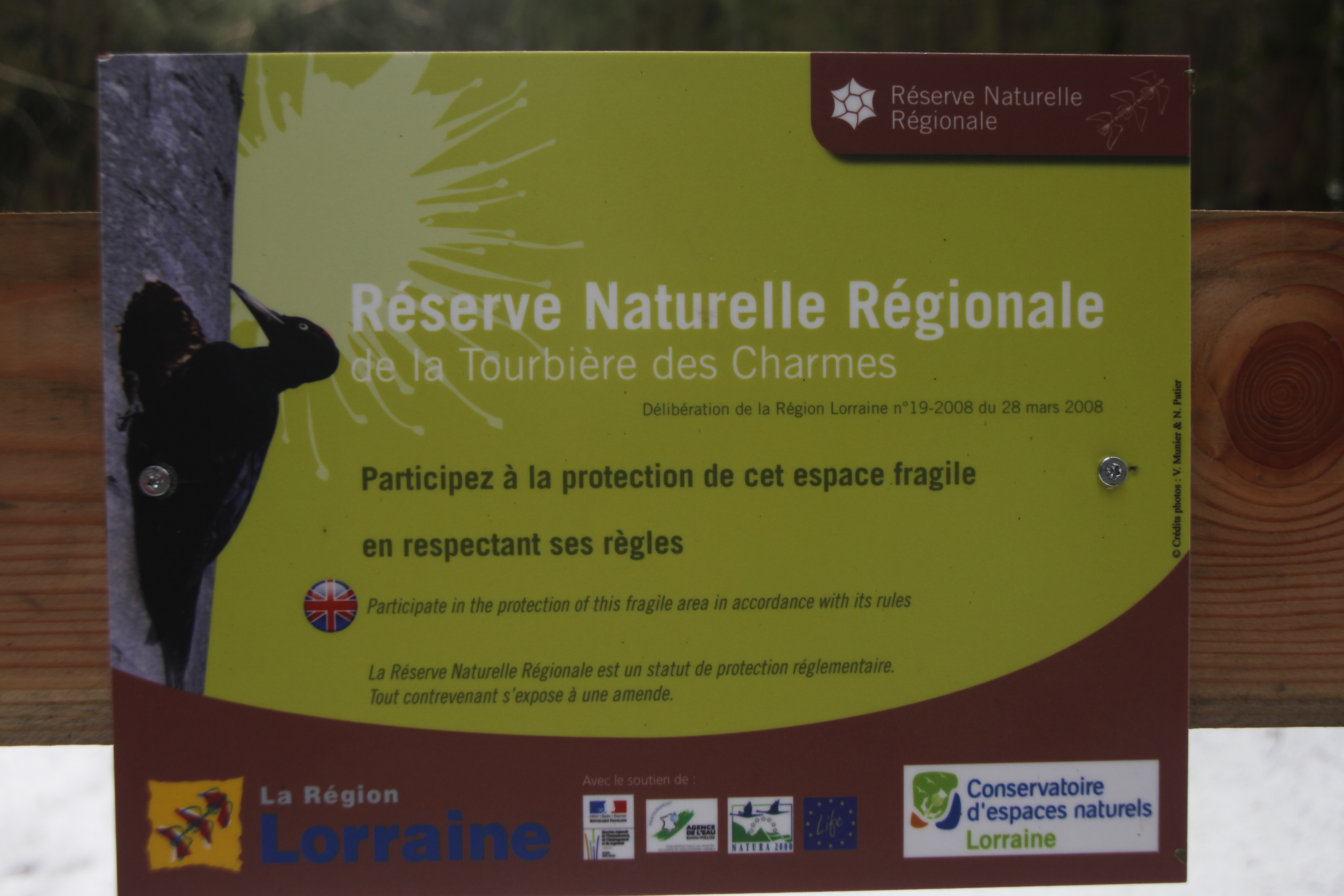
Panneau d'information

Le site est fragile et le sol de la tourbière est incompatible avec une fréquentation élevée. L'accès au public est restreint au sentier de randonnée longeant la Réserve Naturelle Régionale.

## Administration, plan de gestion, règlement
La réserve naturelle est gérée par le Conservatoire d'espaces naturels de Lorraine.

### Outils et statut juridique
La réserve naturelle a été créée par une délibération du Conseil régional du 28 mars 2008.
Le site fait partie de la ZNIEFF de type I no 410002150 « Tourbière des Charmes ».